# Richard Perle
Pour les articles homonymes, voir Perle (homonymie).
Richard Norman Perle, né le 16 septembre 1941 à New York, a été conseiller politique auprès du secrétaire à la défense sous l'administration de Ronald Reagan et  membre de la commission de la politique de défense de 1987 à 2004. Il est membre du Parti démocrate. 
Richard Perle est surtout connu pour son idéologie néo-conservatrice et par sa défense de la guerre d'Irak en 2003 pour défaire le dirigeant irakien Saddam Hussein. 
Il est également membre de l'American Enterprise Institute, de la direction du groupe Bilderberg, ainsi que présent dans le Projet pour un nouveau siècle américain (Project for the New American Century - PNAC).
Perle est également considéré comme un proche du parti conservateur israélien, le Likoud.

## Origine
Richard Perle est né en 1941 à New York dans une famille juive et fut élevé à Los Angeles en Californie. 
Il est diplômé de l'université du Sud de la Californie en 1964 et d'un master en science politique à Princeton en 1967. Il fut formé à la London School of Economics.

## L'ascension de Richard Perle
De 1969 à 1980, il travaille auprès du sénateur démocrate Henry M. Jackson où il acquiert une parfaite connaissance et une grande influence sur les dossiers concernant le contrôle des armes. En 1970, une écoute du FBI avait surpris Perle transmettant à l’ambassade d’Israël des informations classifiées obtenues de Hal Sonnenfeldt, membre du Conseil de sécurité nationale. 
Auprès de Jackson, il se fait vite la réputation d'être un conseiller de l'ombre qui lui vaudra plus tard le surnom de « prince des ténèbres » ou encore de Dark Vador. 
Perle s'oppose notamment aux accords avec l'Union des républiques socialistes soviétiques (URSS) sur le contrôle des armes nucléaires arguant du fait que les États-Unis donnaient trop sans recevoir assez en échange. 
De 1981 à 1987, Perle est l'assistant du secrétaire à la défense concernant la politique de sécurité internationale dans le gouvernement de Ronald Reagan.
À partir de 1987, il est membre de la commission de la politique de défense, le Defense Policy Board Advisory Committee. 
En 1995, Perle participe, en tant que chairman du Conseil sur un Groupe d'Etude en Relations Étrangères, à la publication par le Jewish Institute for National Security Affairs (JINSA) d'un rapport sur les options non mortelles en cas d'interventions outre-mer.
En juillet 2001, le président George W. Bush nomme Perle en tant que chairman de la commission de la politique de défense. 
Le 9 mars 2003, dans le New Yorker, le journaliste Seymour Hersh accuse Perle de conflit d'intérêts et d'accointance avec des hommes d'affaires israéliens dont il est le représentant d'une société israélienne de fabrique d'armes ainsi qu'avec une société liée aux préparatifs de l'invasion de l'Irak dont il est un des plus fervents supporters. 
Le 27 mars 2003, après avoir qualifié Hersh de terroriste, Perle démissionne de la direction de la commission de la politique de défense dont il reste cependant membre. Une inspection générale révèlera que Perle n'avait pas de conflit d'intérêts au sens strict de la loi.
D'autres affaires financières sont en cours impliquant Perle notamment concernant son rôle à la direction de Hollinger International depuis juin 1994. Il faut toutefois rappeler que Richard Perle n'a jamais été condamné par la justice.

## La guerre d'Irak
Richard Perle est souvent perçu comme le principal responsable avec Paul Wolfowitz, de la politique américaine en Irak à partir de 2002. 
Perle militait pour l'invasion de l'Irak du fait que Saddam Hussein était affaibli mais toujours dangereux pour la sécurité des États-Unis et qu'il possédait des armes de destruction massive qu'il pourrait distribuer à des terroristes. Perle pensait qu'avec 40 000 soldats maximum, l'armée américaine viendrait à bout du régime de Saddam Hussein. 
Après l'invasion de l'Irak puis la victoire militaire vinrent les attaques de la part de la résistance irakienne qu'il qualifia d'actes désespérés commis par une minorité nostalgique de Saddam Hussein. 
Perle s'est aussi fait l'avocat d'attaques préventives contre la Syrie, la Libye l'Iran, l'Arabie saoudite, le Liban ainsi que tout autre pays qui puisse "nuire aux intérêts d'Israël".
Richard Perle a été un des plus virulents critiques de la position française lors de la guerre d'Irak.
En décembre 2006, au moment où l'administration Bush recueillait les conclusions de la commission indépendante présidée par l'ancien secrétaire d'État James Baker, Richard Perle déclarait dans Vanity Fair : « Si j'avais été un oracle et pu voir où nous en sommes aujourd'hui, et si l'on m'avait demandé : "Faut-il aller en Irak ?", je pense que j'aurais répondu : Non, envisageons d'autres stratégies pour s'occuper de ce qui nous inquiète le plus, c'est-à-dire que Saddam donne des armes de destruction massive aux terroristes... » « D'énormes erreurs ont été commises mais elles n'ont pas été commises par les néo-conservateurs, qui n'ont pratiquement pas eu leur mot à dire, en particulier après la chute du régime à Bagdad. ».

## Les activités commerciales de Richard Perle dans le domaine militaire
Elles sont nombreuses, et certaines d'entre elles ont fait l'objet d'enquêtes aux États-Unis. Ainsi par exemple Perle, par l’entremise de Douglas Feith (son ex-conseiller spécial) a eu partie liée avec la firme International Advisors Inc (IAI) chargée par le gouvernement turc de promouvoir la vente de matériel militaire américain à la Turquie. En février 2000, il fut nommé directeur d’Autonomy, une société britannique spécialisée dans le secteur de conversations informatiques. Autonomy a obtenu un contrat important avec le département de la Sécurité intérieure des États-Unis. La société travaille également avec l’US Navy et l’US Army.
En mars 2003, Seymour Hersh publiait dans le New Yorker un article révélant que la société privée de Richard Perle, Trireme Partners LP, a tenté de profiter de sa position officielle de directeur du Defense Policy Board pour « extorquer » quelque 100 millions de dollars à des hommes d’affaires saoudiens.

## Perle, les Nations unies et Israël
Richard Perle est aussi un des détracteurs de l'Organisation des Nations unies (ONU) et du multilatéralisme. Il en fustige l'immobilisme, refuse de mettre sur le même plan des pays aux régimes politiques aussi divers et antagonistes. Il soutient le statut de superpuissance militaire des États-Unis, seul pays responsable pour assurer la paix dans le monde. 
Certains reprochent à Perle d'avoir une vision pro-israélienne du monde qui s'effectuerait au détriment même des États-Unis. Perle est en effet assez proche du premier ministre israélien, Benyamin Netanyahou et a été son conseiller.

## Activités présentes
Perle travaille aujourd'hui au sein du centre de recherche ("think-tank") conservateur  « American Enterprise Institute for Public Policy Research » où il est un spécialiste des questions relatives à la défense, la sécurité nationale et au Moyen-Orient.
Il est membre du comité de direction du groupe Bilderberg

## Situation familiale et personnelle
Perle est marié à Leslie Joan Barr depuis 1977. Il a un fils. 
Il passe la plupart de son temps dans sa maison du Luberon en France quand il n'est pas chez lui à Chevy Chase dans la banlieue de Washington, D.C..

## Livres
Perle est l'auteur de nombreux articles et de 3 livres: 
- An End to Evil: How to Win the War on Terror (with David Frum, 2003)
- Hard Line (1992)
- Reshaping Western Security (ed.) (1991)